# فيك هاريس (لاعب سنوكر)
فيك هاريس (بالإنجليزية: Vic Harris)‏ هو لاعب سنوكر بريطاني، ولد في 16 أغسطس 1945 في إسكس في المملكة المتحدة، وتوفي في 10 مارس 2015 بسبب سرطان.

## روابط خارجية
- فيك هاريس على موقع CueTracker.net (الإنجليزية)